# Álvaro Pereira
Álvaro Daniel Pereira Barragán (wym. [ˈalβaro peˈrejra]; ur. 28 listopada 1985 w Montevideo) – urugwajski piłkarz, który występował na pozycji lewego obrońcy lub pomocnika.
W latach 2008–2016 reprezentant Urugwaju. Zdobywca Copa América 2011. Uczestnik Mistrzostw Świata w 2010 i 2014 roku oraz Copa América w 2015 i 2016 roku.

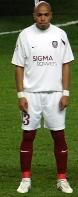
Alvaro Pereira w czasie gry w CFR Cluj

## Kariera klubowa
Zawodową karierę rozpoczynał w klubie Miramar Misiones. Spędził tam dwa sezony, w ciągu których zagrał 32 razy i zdobył jedną bramkę.

### Quilmes
W 2005 roku przeszedł do argentyńskiego Quilmes AC. W argentyńskiej Primera División zadebiutował 5 października 2005 w przegranym 1:2 meczu z Rosario Central. W pierwszym sezonie w barwach Quilmes rozegrał pięć ligowych spotkań, ale od początku następnych rozgrywek stał się podstawowym graczem swojego klubu. Na koniec sezonu 2006/2007 zajął z zespołem 20. miejsce w lidze i spadł z nim do drugiej ligi. Wówczas zdecydował się na odejście z klubu. W barwach Quilmes zagrał w 34 ligowych meczach.

### Argentinos Juniors
Jego nową drużyną został Argentinos Juniors grający w pierwszej lidze. Kwota transferu wyniosła ok. 200.000 euro. Od czasu debiutu był tam podstawowym graczem. 22 września 2007 strzelił hat tricka w meczu z Newell’s Old Boys. 31 maja 2008 zdobył dwie bramki w spotkaniu z Lanusem. W sezonie rozegrał tam 35 ligowych spotkań i strzelił 11 goli. Natomiast w lidze zajął z klubem 5. miejsce w Torneo Apertura i 8. w Torneo Clausura.

### CFR Cluj
W 2008 roku odszedł do rumuńskiego CFR Cluj za 2,5 mln euro. Pierwszy mecz dla nowego klubu rozegrał 27 lipca 2008 r. w ligowym starciu z CS Otopeni. 10 kwietnia 2009 r. w meczu z Glorią Bistrica zdobył pierwszego gola dla Klużu, a także zaliczył asystę. W siedmiogrodzkim zespole występował przez rok, w ciągu którego zagrał w 29 meczach i strzelił jedną bramkę w lidze rumuńskiej. W tym czasie zdobył z klubem również Puchar Rumunii, a także zadebiutował w Lidze Mistrzów.

### FC Porto
4 lipca 2009 za 4,5 miliona euro przeszedł do portugalskiego FC Porto, które wykupiło 80% praw do piłkarza. Na Estadio do Dragao miał zastąpić sprzedanego do Olympique Lyon Aly’ego Cissokho. Debiut El Palito miał miejsce w meczu o Superpuchar Portugalii 2009 z Paços de Ferreira rozegrany 9 sierpnia. Tydzień później, także w meczu z tym samym przeciwnikiem, wystąpił po raz pierwszy w lidze portugalskiej. 3 stycznia 2010 trzykrotnie asystował przy bramkach kolegów w meczu z CD Nacional. Pierwszą bramkę zdobył 21 lutego 2010 r. w wygranym 5:1 spotkaniu ze Sportingiem Braga. Latem 2011 r. po zdobyciu przez Smoki Pucharu UEFA odrzucili oni ofertę Chelsea F.C. za Urugwajczyka. 3 października FC Porto podpisało z Pereirą nowy kontrakt mający obowiązywać do 2016 r. Zawarta w nim klauzula odejścia wyniosła 25,7 mln funtów. W barwach Dragões rozegrał 72 spotkania ligowe i zdobył 2 gole (drugie trafienie w meczu z Uniao Leirą 12 lutego 2012).

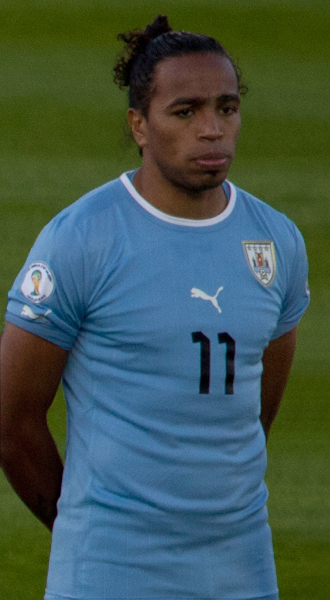
Alvaro Pereira przed meczem Urugwaju z Chile

### Inter Mediolan
Pod koniec sierpnia 2012 r. przeniósł się za 10 mln euro do Interu Mediolan. Kwota transferu może ulec zwiększeniu w przypadku zrealizowania określonych celów. Kontrakt wiąże go z Nerazzurrimi do czerwca 2016 r i pozwala mu na zarobki 1,7 mln euro rocznie. Pierwszy mecz w nowych barwach przypadł 2 września 2012 r. w ligowej potyczce z Romą. 26 września 2012 r. zdobył debiutancką bramkę dla Interu w starciu z Chievo Werona (2:0).

## Kariera reprezentacyjna
W reprezentacji Urugwaju zadebiutował 19 listopada 2008 r. w bezbramkowo zremisowanym towarzyskim meczu z Francją. Pierwszą bramkę dla reprezentacji strzelił w meczu z Libią. Był powoływany do kadry na mecze eliminacji Mistrzostw Świata 2010. Po tych eliminacjach, które Urugwaj przeszedł po barażach z Kostaryką został powołany do kadry na mundial. Podczas Mistrzostw Świata zdobył, w doliczonym czasie gry, w meczu z RPA, bramkę ustalającą wynik spotkania na 3-0 dla Urugwaju. W 2011 r. wziął udział w turnieju Copa America jako gracz wyjściowej jedenastki Urugwaju, który wygrał po raz 15 te rozgrywki, a sam Pereira przyczynił się do sukcesu dwoma trafieniami w fazie grupowej.

## Styl gry
Alvaro Pereira wyróżnia się szybkością. Jestem graczem występującym na lewej stronie boiska. Może grać na lewej obronie, lewej pomocy lub jako skrzydłowy. Jako jego zalety wymienia się: przechwytywanie piłki, drybling, podania, dośrodkowania. Zarzuca się mu jednak: zbyt długie utrzymywanie się przy piłce, słabe wślizgi oraz braki w koncentracji. Lubi rozgrywać piłkę po ziemi, preferuje dłuższe podania.

## Życie prywatne
Ma dwójkę dzieci: Mattea i Lucia.

## Sukcesy
Klubowe
- Puchar Rumunii: 2009
- Liga Europy: 2011
- Mistrzostwo Portugalii: 2011, 2012
- Puchar Portugalii: 2010, 2011
- Superpuchar Portugalii (3): 2009, 2010, 2011
- finalista Superpucharu Europy: 2011
- finalista Pucharu Ligi Portugalskiej: 2010

Reprezentacyjne
- Copa América 2011

## Statystyki

### Klubowe
| Klub                  | Sezon                                    | Kraj                                     | Rozgrywki                                | Mecze | Bramki | Asysty |
| --------------------- | ---------------------------------------- | ---------------------------------------- | ---------------------------------------- | ----- | ------ | ------ |
| Miramar Misiones      | 2004                                     | Urugwaj                                  | Primera División Uruguaya                | 16    | 0      |        |
| Miramar Misiones      | 2005                                     | Urugwaj                                  | Primera División Uruguaya                | 16    | 1      |        |
| Miramar Misiones      | Razem                                    | Urugwaj                                  | Primera División Uruguaya                | 32    | 1      |        |
| Quilmes Atlético Club | 2005/2006                                | Argentyna                                | Primera División                         | 13    | 0      |        |
| Quilmes Atlético Club | 2006/2007                                | Argentyna                                | Primera División                         | 21    | 0      |        |
| Quilmes Atlético Club | Razem                                    | Argentyna                                | Primera División                         | 34    | 0      |        |
| Argentinos Juniors    | 2007/2008                                | Argentyna                                | Primera División                         | 35    | 11     | 2      |
| CFR Cluj              | 2008/2009                                | Rumunia                                  | Liga I                                   | 29    | 1      | 4      |
| FC Porto              | 2009/2010                                | Portugalia                               | Primeira Liga                            | 20    | 1      | 1      |
| FC Porto              | 2010/2011                                | Portugalia                               | Primeira Liga                            | 21    | 0      | 5      |
| FC Porto              | 2011/2012                                | Portugalia                               | Primeira Liga                            | 22    | 1      | 3      |
| FC Porto              | Razem                                    | Portugalia                               | Primeira Liga                            | 63    | 2      | 8      |
| Inter Mediolan        | 2012/2013                                | Włochy                                   | Serie A                                  | 28    | 1      | 4      |
| Inter Mediolan        | 2013/2014                                | Włochy                                   | Serie A                                  | 5     | 0      | 0      |
| Inter Mediolan        | Razem                                    | Włochy                                   | Serie A                                  | 33    | 1      | 4      |
| São Paulo             | 2014                                     | Brazylia                                 | Campeonato Brasileiro Série A            | 21    | 0      | 0      |
| Estudiantes La Plata  | 2015                                     | Argentyna                                | Primera División                         | 21    | 1      | 0      |
| Estudiantes La Plata  | 2015/2016                                | Hiszpania                                | Primera División                         | 6     | 0      | 0      |
|                       | Łącznie w argentyńskiej Primera División | Łącznie w argentyńskiej Primera División | Łącznie w argentyńskiej Primera División | 90    | 12     | 2      |
|                       | Ogółem                                   | Ogółem                                   | Ogółem                                   | 274   | 16     | 20     |

### Reprezentacyjne
| Lp. | Data                 | Miejsce                                              | Rywal      | Wynik | Rozgrywki                | Gol | Minuty |
| --- | -------------------- | ---------------------------------------------------- | ---------- | ----- | ------------------------ | --- | ------ |
| 1   | 19 listopada 2008    | Stade de France, Saint-Denis                         | Francja    | 0:0   | mecz towarzyski          |     | 70     |
|     | 11 lutego 2009       | June 11 Stadium, Trypolis                            | Libia      | 2:3   | mecz towarzyski          | 1   |        |
|     | 28 marca 2009        | Estadio Centenario, Montevideo                       | Paragwaj   | 2:0   | eliminacje do MŚ 2010    |     | 90     |
|     | 2 kwietnia 2009      | Estadio Nacional de Chile, Santiago de Chile         | Chile      | 0:0   | eliminacje do MŚ 2010    |     | 70     |
|     | 6 czerwca 2009       | Estadio Centenario, Montevideo                       | Brazylia   | 0:4   | eliminacje do MŚ 2010    |     | 65     |
|     | 11 czerwca 2009      | Estadio Polideportivo de Pueblo Nuevo, San Cristobal | Wenezuela  | 2:2   | eliminacje do MŚ 2010    |     | 90     |
|     | 12 sierpnia 2009     | Stade 5 Juillet 1962, Algier                         | Algieria   | 0:1   | mecz towarzyski          |     | 90     |
|     | 5 września 2009      | Estadio Monumental, Lima                             | Peru       | 0:1   | eliminacje do MŚ 2010    |     | 90     |
|     | 9 września 2009      | Estadio Centenario, Montevideo                       | Kolumbia   | 3:1   | eliminacje do MŚ 2010    |     | 90     |
|     | 11 października 2009 | Estadio Olímpico Atahualpa, Quito                    | Ekwador    | 2:1   | eliminacje do MŚ 2010    |     | 90     |
|     | 15 października 2009 | Estadio Centenario, Montevideo                       | Argentyna  | 0:1   | eliminacje do MŚ 2010    |     | 90     |
|     | 15 listopada 2009    | Estadio Ricardo Saprissa Aymá, San José              | Kostaryka  | 0:1   | baraż interkontynentalny |     | 90     |
|     | 19 listopada 2009    | Estadio Centenario, Montevideo                       | Kostaryka  | 1:1   | baraż interkontynentalny |     | 90     |
|     | 3 marca 2010         | AFG Arena, St. Gallen                                | Szwajcaria | 3:3   | mecz towarzyski          |     | 71     |
|     | 26 maja 2010         | Estadio Centenario, Montevideo                       | Izrael     | 4:1   | mecz towarzyski          |     | 71     |
|     | 11 czerwca 2010      | Green Point Stadium, Kapsztad                        | Francja    | 0:0   | Mundial 2010             |     | 90     |

Bramki
| #  | Data            | Miejsce                                         | Rywal             | Bramka na | Wynik | Rozgrywki         |
| -- | --------------- | ----------------------------------------------- | ----------------- | --------- | ----- | ----------------- |
| 1. | 11 lutego 2009  | June 11 Stadium, Trypolis, Libia                | Libia             | 2–3       | 2–3   | mecz towarzyski   |
| 2. | 27 maja 2010    | Estadio Centenario, Montevideo, Urugwaj         | Izrael            | 2–1       | 4–1   | mecz towarzyski   |
| 3. | 16 czerwca 2010 | Loftus Versfeld Stadium, Pretoria, RPA          | Południowa Afryka | 0–3       | 0–3   | MŚ w 2010         |
| 4. | 9 lipca 2011    | Estadio Malvinas Argentinas, Mendoza, Argentyna | Chile             | 1–0       | 1–1   | Copa América 2011 |
| 5. | 12 lipca 2011   | Estadio Ciudad de La Plata, La Plata, Argentyna | Meksyk            | 1–0       | 1–0   | Copa América 2011 |